# Joseph Athale
Joseph Georges Athalé (* 11. Juli 1995 in Ouvéa), oder kurz Joseph Athalé, ist ein neukaledonischer Fußballspieler auf der Position eines Innenverteidigers. Er ist aktuell für Olympique Saint-Quentin in Frankreich und in der Neukaledonischen Fußballnationalmannschaft aktiv.

## Karriere

### Verein
Seine Karriere begann Athalé im Jahre 2013 im Kader des Erstligisten FC Gaïtcha, wo er in seiner Debütsaison erstmals Neukaledonischer Meister wurde. Nach kurzen aber erfolglosen Stationen bei den Ligakonkurrenten AS Lössi und AS Wetr, wechselte er 2017 zum amtierenden Meister AS Magenta. Hier gewann er im zweiten Jahr das Double aus Meisterschaft und Coupe de Calédonie. Seit 2019 steht er bei Hienghène Sport unter Vertrag mit denen Athalé 2019 und 2021 erneut Meister der neukaledonischen Super Ligue wurde. Mit der OFC Champions League 2019 gewann er zudem seinen bisher einzigen internationalen Vereinstitel. Bei seiner Teilnahme an der FIFA-Klub-Weltmeisterschaft 2019, scheiterte die Mannschaft um Athalé, Émile Béaruné und Bertrand Kaï am katarischen Vertreter Al-Sadd SC mit 3:1 n. V. Im Jahr 2022 wurde er neukaledonischer Vizemeister und war, mit zwei Toren im Finale des nationalen Pokals gegen den Ligarivalen Tiga Sports (4:3), maßgeblich am Pokalsieg seines Vereins beteiligt. Nach dem Ende der Saison verließ Athalé seine Neukaledonische Heimat in Richtung Frankreich und schloss sich im Dezember 2022 den Viertligisten Olympique Saint-Quentin an.

### Nationalmannschaft
Athalé gehörte neben Raphael Oiremoin und Pierre Kauma zum Kader der U-20 Auswahl von Neukaledonien in den Qualifikationsspielen zur U-20 Ozeanienmeisterschaft 2014. Hier kam er in allen fünf Partien zum Einsatz und erzielte in den Spielen gegen die Salomonen (3:1), Papua-Neuguinea (1:5) und Amerikanisch-Samoa (9:0) jeweils ein Tor. Seinen ersten Einsatz im Dress der neukaledonischen A-Nationalmannschaft absolvierte er am 26. März 2016 im Freundschaftsspiel gegen die Mannschaft aua Vanuatu (2:1). Hier stand er in der Startelf und wurde später in der 87. Minute für Nathanaël Hmaen ausgewechselt. Athalé war Teilnehmer an den Qualifikationsspielen zur Fußball-Weltmeisterschaft (2018, 2022), konnte dabei jedoch keine nennenswerten Erfolge erzielen. Zudem kam er im Halbfinal der Ozeanienmeisterschaft 2016 gegen die Mannschaft aus Neuseeland (1:0) zum Einsatz. Seinen bisher letzten Einsatz bestritt er, im Rahmen des Melanesien-Cup 2022 am 21. September 2022, gegen die Auswahl der Salomonen.

### Erfolge
Verein
- Neukaledonischer Meister: 2013, 2018, 2019, 2021
- Neukaledonischer Pokalsieger: 2018, 2022